# Ту-334
Ту-334 — российский среднемагистральный пассажирский самолёт, разработанный в конце 1990-х — начале 2000-х годах с целью заменить выводящиеся из эксплуатации Як-42, Ту-134 и Ту-154. По финансовым соображениям серийное производство самолёта организовано не было ввиду планировавшегося внебюджетного финансирования для проекта RRJ (в дальнейшем SSJ 100) и лучшего экспортного потенциала из-за сертификации (Ту-334 на российских комплектующих, а RRJ — на иностранных).

## История проекта

### Советский период
Работа над Ту-334 началась ещё в конце 1980-х годов. Самолёт рассматривался как замена Ту-134 на региональных линиях, а для ускорения его сертификации и подготовки производства он должен был быть максимально унифицирован с самолётом Ту-204.

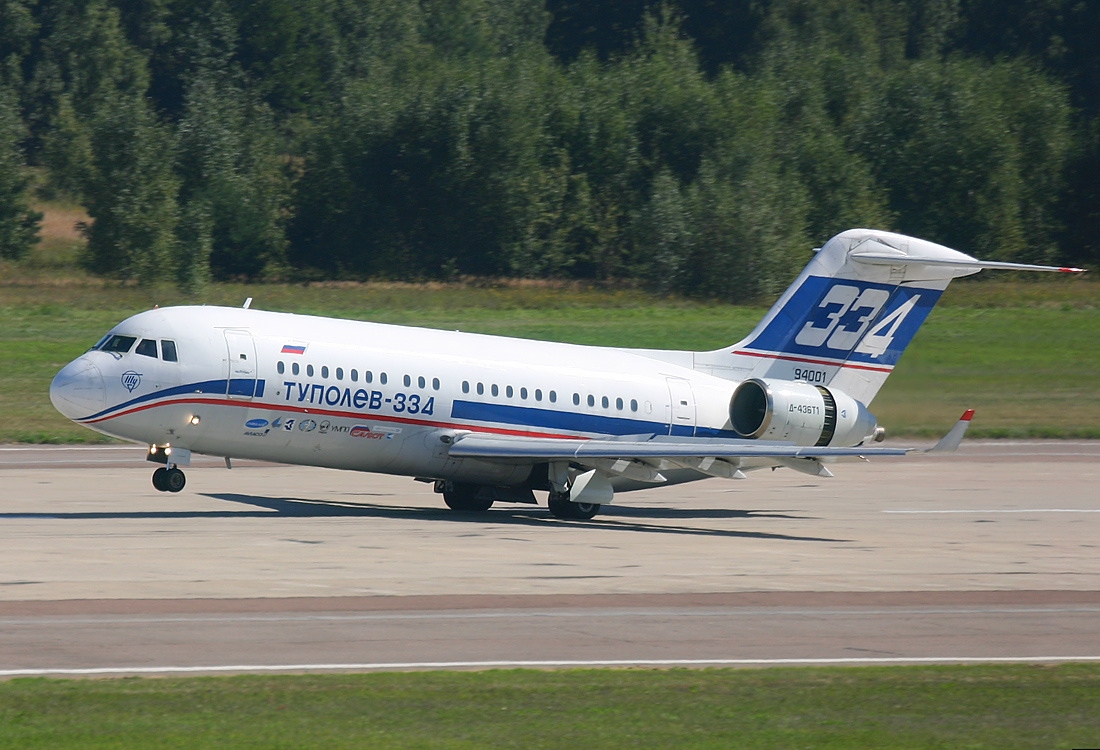
Ту-334 на авиасалоне МАКС-2005

Первоначально рассматривались два варианта Ту-334: первый — с двухконтурными двигателями на пилонах под крылом, второй — с винтовентиляторными двигателями с толкающим винтом в хвостовой части фюзеляжа. Для реализации был выбран второй вариант, однако, позже двигатели были заменены на двухконтурные Д-436 Запорожского КБ. При проектировании Ту-334 многие агрегаты были заимствованы у Ту-204. Это стало одной из причин переутяжеления самолёта на 4 тонны. Из-за перевеса двигательной установки была нарушена центровка, что привело к переделкам фюзеляжа: на первой опытной машине был вырезан отсек в хвостовой части.
Первоначально планировалось развернуть производство Ту-334 на двух заводах — в России на КАПО имени С. П. Горбунова и на Украине на киевском заводе «Авиант», но впоследствии принято решение производить его только в России. Производство должно было быть организовано на мощностях РСК МиГ в Москве и Луховицах, предприятия начали получать конструкторскую документацию и проводить технологическую подготовку производства.

### Либерализация и глобализация экономики
В 1993 году была попытка привлечь к проекту фирмы «Aérospatiale» и «Alenia». Анализ европейских специалистов показал перевес самолёта в 3−4 тонны и необходимость спроектировать новое крыло большей площади. По ряду причин сотрудничество не состоялось.
Прототип Ту-334 совершил первый полёт 8 февраля 1999 года в 12:50 по московскому времени под командованием А. Н. Солдатенкова и был впоследствии показан на нескольких авиационных выставках.
Было изготовлено два лётных образца Ту-334.

### Герман Греф во главе МЭР РФ
В 2003 году был представлен базовый вариант Ту-334-100 для серийного производства. 30 декабря 2003 года Ту-334-100 получил Сертификат типа СТ231-Ту-334-100. 

В 2005 году был проведён ряд испытаний для расширения ожидаемых условий эксплуатации. В результате выполненных работ к Сертификату типа была получена карта данных издания № 2, подтверждающая возможность эксплуатации самолёта без ограничений практически во всех регионах мира. В дальнейшем проводились дополнительные испытания самолёта.
15 апреля 2005 года подписано постановление Правительства об организации серийного производства Ту-334 на КАПО имени С. П. Горбунова. На середину 2007 года собрано в общей сложности пять планеров (в том числе два для проведения статических и ресурсных испытаний и два лётных экземпляра).
Однако при участии министра экономического развития Германа Грефа и министра промышленности Виктора Христенко это постановление не выполнено: Ту-334 не был включён в Федеральную целевую программу (ФЦП) «Развитие гражданской авиационной техники России на 2002—2010 годы и на период до 2015 года». По данным Счётной палаты, это произошло не по результатам анализа рынка, изучения спроса и предложения, а в связи с тем, что разработчиками ФЦП Ту-334 признан конкурирующим по отношению к проекту Sukhoi Superjet 100. В итоге было принято решение свернуть работу по доводке Ту-334 ввиду его бесперспективности ввиду ряда принципиальных ограничений: Ту-334 состоял полностью из несертифицированных по мировым стандартам компонентов в отличие от более безопасного и современного проекта Sukhoi Superjet 100, при производстве которого использовались агрегаты и узлы ведущих мировых производителей.

### Между кризисом 2008 года и кризисом 2014 года
В 2011 году глава совета директоров украинского «Мотор Сич» Вячеслав Богуслаев заявил, что хочет реанимировать проект самолёта Ту-334. Для этого он предложил ОАО «Туполев» выкупить один из двух выпущенных ранее лайнеров Ту-334 и начать его коммерческую эксплуатацию в компании, которая принадлежит «Мотор Сич».
В июле 2012 года на портале Федеральной адресной инвестиционной программы России появилась информация о том, что на 2014 год предусмотрено финансирование строительства самолётов Ан-148 и Ту-334СУС для Специального лётного отряда (СЛО) «Россия» Управления делами Президента РФ (УДП РФ). Тогда же пресс-секретарь УДП РФ Виктор Хреков заявил:
Мы всегда рассматривали Ту-334 как одно из перспективных направлений, поскольку это полностью отечественное производство. Если будет налажена программа, машину доведут до ума, мы будем её поддерживать, приобретать эти самолёты. Нас устраивают все их заявленные параметры. Если Ту-334 появится, мы проявим к нему интерес в рамках нашей программы модернизации авиапарка специального лётного отряда «Россия» и в рамках нашего общего курса на поддержку отечественного авиастроения… Нет, обнародованием наших намерений по Ту-334 мы не говорим, что у нас есть информация о состоянии программы, мы просто подтверждаем нашу позицию. Нас устраивает, что это полностью отечественный самолёт, что необходимо, прежде всего, для обеспечения безопасности.
Ранее президент ОАО «Туполев» Александр Бобрышев, отвечая на вопрос о судьбе Ту-334, намекнул на дальнейшие перспективы проекта: «Как таковой программы Ту-334 нет, но тема не закрыта. А на вопрос о будущем этих двух самолётов я бы пока не хотел отвечать. Но стоять у забора они не будут.».
14 августа 2012 года в СМИ была опубликована информация о том, что ООО «Русавиа-Сокол М», 51 % уставного капитала которой принадлежит некоему иностранному инвестору, готова приобрести два самолёта в компоновке «8 пассажиров бизнес-класса, остальное — экономкласс». Также заявляется, что эта компания уже закупила для достраиваемого на КАПО самолёта № 94003 авиадвигатели Д-436Т1, провела авансовые платежи.
По субъективному мнению П. Власова (руководителя ЛИИ им. Громова до 2017 г.), высказанному в 2013 году, хотя Ту-334 на испытаниях показал себя с лучшей стороны, однако — это самолёт «ушедшей советской эпохи», он вполне мог бы иметь применение в 90-е, но теперь «его время, увы, ушло».

### С 2014 года
Планировалось, что с конца 2015 года авиакомпания «КАС-Югра»[что?] будет перевозить пассажиров по маршруту Омск — Красноярск — Благовещенск на Ту-334.
Данные о затратах госбюджета России на проект существенно разнятся — от 100 миллионов до 1 миллиарда долларов.
В мае 2016 года появились новости, что работы над проектом продолжены — ГК «Аскон» приступает к 3D-проектированию элементов конструкции Ту-334, производство которого планируется возобновить. В самой компании сообщили, что в связи с импортозамещением — в ульяновском филиале КБ Туполев лишь изучалась возможность применения программного пакета «Компас-3D» (разработки «Аскон») на примере проектирования отдельных деталей и узлов Ту-334: «В случае возобновления работ по Ту-334 ГК „Аскон“ готова попробовать использовать программный комплекс „Компас-3D“ в проектировании некоторых деталей самолёта — крыла или хвостового оперения. Но ни о каком начале 3D-проектирования Ту-334 силами ГК „Аскон“ речь не идёт, — компания является разработчиком инженерного программного обеспечения и самолёты не проектирует».

### После проблем у Sukhoi Superjet 100
8 июня 2020 года глава комитета Совета Федерации по экономической политике Андрей Кутепов предложил возобновить производство пассажирского ближнемагистрального самолёта Ту-334 для использования на внутренних рейсах из-за «наличия технических проблем» у Sukhoi Superjet 100 (SSJ-100). Несмотря на сложности с запуском в серийное производство, в 2020 году проект Ту-334 имеет шансы на дальнейшее развитие.

## Конструкция

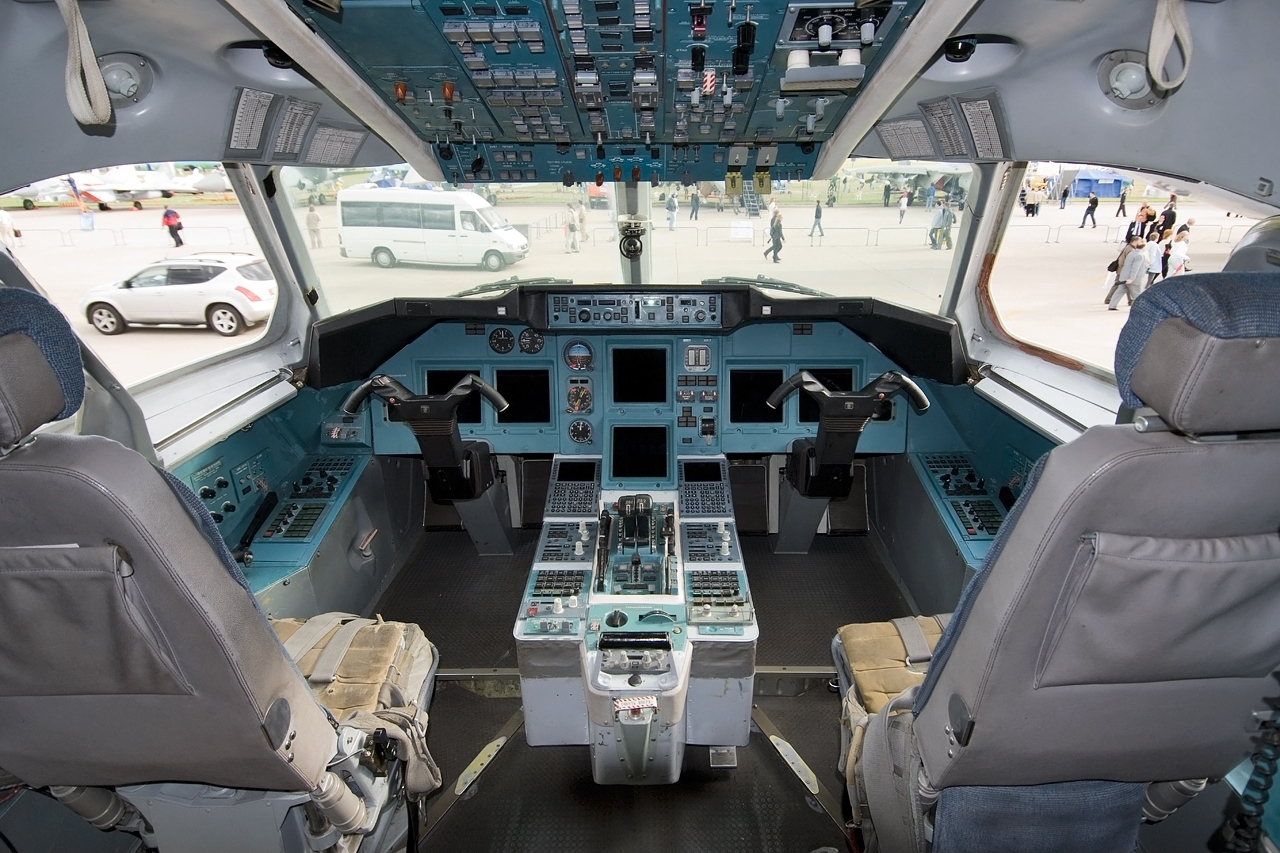
Кабина пилотов

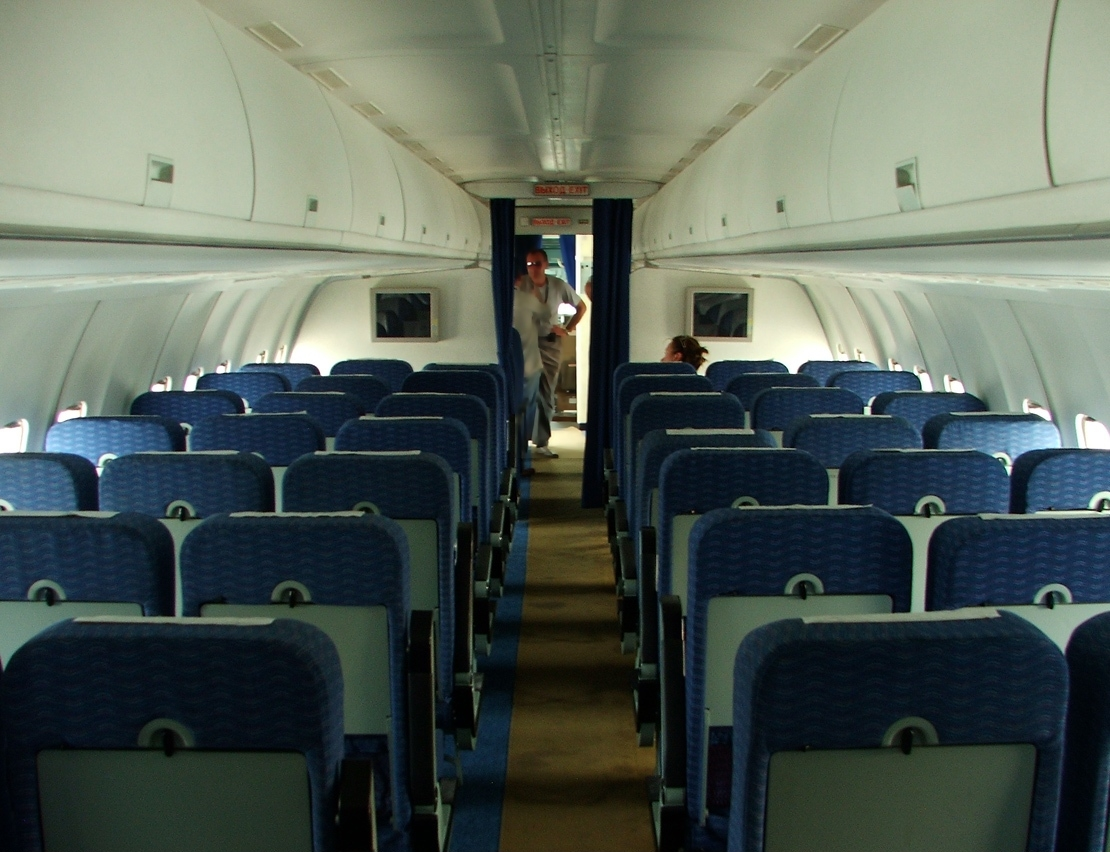
Салон

Аэродинамическая схема представляет собой двухмоторный низкоплан с задним расположением турбореактивных двигателей, со стреловидным крылом и Т-образным хвостовым оперением. Крыло образовано сверхкритическими профилями, на концах крыла установлены специально спрофилированные поверхности для снижения индуктивного сопротивления.
Аэродинамическое качество самолёта — 16,7 (для сравнения — у Ту-134А ~18,5).
Фюзеляж Ту-334 имеет такое же поперечное сечение, как и Ту-204, с которым Ту-334 унифицирован на 60 %, но имеет меньшую длину.
В конструкции самолёта широко применены современные композиционные материалы и сплавы.
Силовая установка — два ТРДД Д-436Т1, выполненных по трёхвальной схеме. Вспомогательная силовая установка — ТА-12-60 (1986) или ТА-18-100 (2000).
Шасси трёхопорное с носовой стойкой. Задействована электродистанционная тормозная система с автоматическим переключением её на форсированный режим остановки самолёта при прерванном взлёте.
Система управления — электродистанционная с аварийным механическим резервированием. Система управления обеспечивает штурвальное управление самолётом пилотами и автоматическое управление полётом по сигналам ВСУПТ.
Кабина экипажа максимально унифицирована с кабинами самолётов Ту-204/214, она спроектирована по принципу «тёмной кабины» на основе современных эргономических норм.
На самолёте установлен комплекс пилотажно-навигационного оборудования, обеспечивающий ручной или автоматический ввод начальных данных полёта, автоматизированный выбор плана полёта, автоматическое самолётовождение по запрограммированному маршруту и в районе аэродрома, директорное управление боковым и продольным движением самолёта, автоматический и директорный заход на посадку и автоматическую посадку, предупреждение о приближении и достижении контролируемыми параметрами полёта границ эксплуатационных допусков.
Багажное отделение состоит из двух грузовых отсеков — передний на 10 м³ и задний на 6,2 м³. В перспективе планировалось оснастить самолёт выпускаемыми дверьми-трапами.

## Лётно-технические характеристики
Технические характеристики
- Экипаж: 3
- Пассажировместимость: 102
- Длина: 31,26 м
- Размах крыла: 29,77 м
- Высота: 8,9 м
- Площадь крыла: 83 м2
- Профиль крыла: сверхкритический
- Масса снаряжённого: 28 900 кг
- Максимальная взлётная масса: 47 900 кг
- Масса топлива во внутренних баках: 10 100 кг
- Силовая установка: 2 × ТРДД Д-436Т1
- Тяга: 2 × 7500 кгс
- Вспомогательная силовая установка: 1 ×  ТА18-100

Лётные характеристики
- Максимальная скорость: 950 км/ч
- Крейсерская скорость: 820 км/ч
- Практическая дальность: 3150 км
- Практический потолок: 11 100 м
- Длина разбега: 1900 м
- Длина пробега: 1000 м

## Модификации
| Тип                                    | Описание |
| Модификации семейства самолётов Ту-334 | Модификации семейства самолётов Ту-334 |
| -------------------------------------- | --- |
| Ту-334-100                             | Базовая модификация с двигателем Д-436Т1 Самолёт рассчитан на перевозку 102 пассажиров в туристической компоновке с шагом кресел 810 мм и 92 пассажиров в компоновке с бизнес классом на дальность 3150 км.                                                                    |
| Проекты модификаций                    | |
| Ту-334-100Д                            | Модификация с удлинённым фюзеляжем, крылом увеличенного размаха и площади, с двигателями Д-436Т2 и увеличенной дальностью полёта. Самолёт рассчитан на перевозку 102 пассажиров в туристической компоновке и 92 пассажиров в компоновке с бизнес классом на дальность 4000 км. |
| Ту-334-100С                            | Грузовая модификация Ту-334-100 с грузоподъёмностью 11 т. |
| Ту-334-120                             | Модификация Ту-334-100 с двигателем BR710-48. |
| Ту-334-120Д                            | Модификация Ту-334-100 с двигателем BR715-56. |
| Ту-334-200                             | Модификация с удлинённым фюзеляжем, крылом увеличенного размаха и площади, с двигателями Д-436Т2 и увеличенной дальностью полёта. Самолёт рассчитан на перевозку 126 пассажиров на дальность 4000 км.                                                                          |
| Ту-334-220                             | Модификация с двигателем BR715-56. Самолёт рассчитан на перевозку 126 пассажиров на дальность 4000 км. |
| Ту-334-220С                            | Грузовая модификация Ту-334-220 с грузоподъёмностью 15 т. |
| Ту-334СМ                               | Глубокая модернизация Ту-334. обновлено БРЭО, что позволило сократить экипаж до двух человек (без бортинженера) Новые двигатели. На август 2011 г. на стадии проекта. |

## Производство
В 2005 году производство Ту-334 перенесено на КАПО им. С. П. Горбунова в городе Казани. По состоянию на 2 мая 2014 года, на КАПО находится 1 самолёт (бортовой №: 94005).